# 바누아아쿠당
바누아 아쿠 당(Vanua'aku Pati)은 바누아투의 민주사회주의, 멜라네시아 사회주의 정당이다.
1971년 월터 리니에 의해 뉴헤브리디스 국민당(New Hebrides National Party)로 창당되어 독립 운동을 했으며, 프랑스어 화자 중심의 뉴헤브리디스 공동체 연합(Union of New Hebrides Communities)과 달리 영어권 화자를 중심으로 했다. 1975년 뉴헤브리디스 총선에서 승리했으며 1977년 바누아아쿠당(Vanua'aku Pati)로 개칭했다. 1980년 바누아투가 독립한 이후 당은 월터 리니 정부 하에 1991년까지 여당으로 있었으나 1991년 당이 분열되며 압도적 우위를 잃었으나 여전히 도널드 칼포카스, 에드워드 나타페이 총리를 배출하며 강한 영향력을 가지고 있었다. 2000년대 초반부터 당은 약화되기 시작했다.